# Davtasjenbron
Davtasjenbron (armeniska: Դավթաշենի կամուրջ Davtasjeni kamurdzj) är en bro för vägtrafik över floden Hrazdan i Armeniens huvudstad Jerevan. Den förbinder distriktet Arabkir med distriktet Davtasjen. Brons vägbana befinner sig 92 meter över floden Hrazdan.
Bron ritades av arkitekten Rafael Israeljan (1908–1973).